# 白斑盾胸金花蟲
白斑盾胸金花蟲（学名：Zeugophora flavonotata）为金花蟲科盾胸金花蟲屬下的一个种。